# Estación de Maraîchers
La estación de Maraîchers (en castellano, Huertos) es una estación del metro de París situada en el XX Distrito de la ciudad, al este de la capital. Pertenece a la línea 9. 

## Historia
Fue inaugurada el 10 de diciembre de 1933.
La estación debe su nombre a los huertos que existían en las colinas cercanas de Belleville y de Montreuil y cuya producción más conocida era el melocotón. 

## Descripción
Se compone de dos vías y de dos andenes laterales de 105 metros.
Está diseñada en bóveda elíptica revestida completamente de los clásicos azulejos blancos biselados. Su iluminación sigue el estilo New Neons, originaria de la línea 12 pero que luego se ha ido exportando a otras líneas. Emplea delgadas estructuras circulares, en forma de cilindro, que recorren los andenes proyectando la luz tanto hacia arriba como hacia abajo. Finos cables metálicos dispuestos en uve sostienen a cierta distancia de la bóveda todo el conjunto.
La señalización por su parte usa la moderna tipografía Parisine donde el nombre de la estación aparece en letras blancas sobre un panel metálico de color azul. Por último, los escasos asientos de la estación son individualizados y de tipo Motte.

## Accesos
Dispone de tres accesos, todos ellos en la calle des Pyrénées.